# Internationale Code van veiligheidsvoorschriften voor het vervoer van bestraalde splijtstoffen, plutonium en hoogradioactief afval in vaten aan boord van een schip
De Internationale Code van veiligheidsvoorschriften voor het vervoer van bestraalde splijtstoffen, plutonium en hoogradioactief afval in vaten aan boord van een schip (International Code for the Safe Carriage of Packaged Irradiated Nuclear Fuel, Plutonium and High-Level Radioactive Wastes on board Ships of Irradiated Nuclear Fuel Code, INF-code) is de SOLAS-standaard op het gebied van het vervoer van radioactief materiaal. Met resolutie MSC.88(71) werd op 27 mei 1999 bepaald dat de code op 1 januari 2001 van kracht zou worden. De code werd daarmee verplicht, dit in tegenstelling tot de eerdere NF-code uit 1993 die het verving.
De code is een aanvulling op het Reglement voor het vervoer van radioactieve stoffen van de IAEA dat deze sinds 1961 bijhoudt.